# Samuel Friedrich Lüthardt
Samuel Friedrich Lüthardt, auch Luthardt (teilweise auch von Luthardt; * 13. Januar 1767 in Bern; † 12. September 1823 ebenda) war ein Schweizer Politiker und Jurist.

## Leben
Lüthardt stammte aus einer Berner Aristokratenfamilie zweiten Ranges, der nicht alle Staatsämter offenstanden. Entsprechend sollte Lüthardt Jurist werden. Er studierte Rechtswissenschaften in Bern sowie an der Universität Göttingen. Diese bezog er unter anderem mit Albrecht Rengger und Hans Conrad Escher von der Linth. Lüthardt fiel im Studium durch Fleiss und eine gute Rechtskenntnis auf und wurde 1787 in Göttingen mit der Dissertation De Praescriptionis Natura, Fundamento, Et Ivre In Statv Civili; Qvaedam Exhibens zum Dr. iur. promoviert. Zum Abschluss seines Studiums begab er sich 1788 in die Waadt, um die Rechts- und Geschäftssprache der französischen Schweiz zu erlernen.
Lüthardt liess sich um 1790 in Bern nieder, wo er zunächst kurz bei einem älteren Advokaten Anstellung fand, anschliessend ab 1793 jedoch mit viel Erfolg als freier Advokat tätig wurde. 1795 gehörte er zu den Mitgründern einer privaten Armenanstalt in Bern, 1798 wurde er Prokurator. Er sollte zu einem der Politiker der Helvetik werden. In den Wirren des Jahres 1798 wurde er zunächst Ende Januar Mitglied der ausserordentlichen Abgeordnetenversammlung und am 4. März Mitglied der provisorischen Regierung. In dieser Funktion wurde er nach Paris abgesandt. 1799 war er Mitglied des obersten helvetischen Gerichts, ausserdem wurde er Senator. Nach der Auflösung des Senats wurde er 1800 Mitglied der gesetzgebenden Behörde und 1802 für kurze Zeit Chef des helvetischen Justizwesens. In der Phase der Mediation war er Berner Grossrat. Er galt in dieser Zeit als gemässigter Patriot. Albrecht Rengger stellte fest: «Unter der helvetischen Republik galt L. für einen Aristokraten, unter der Mediationsverfassung für gemäßigt, seit der Restauration für einen Demokraten, und war doch immer derselbe.» Zudem war er ein Förderer des Berner Justizwesens sowie der öffentlichen Wohlfahrt.
Lüthardt zog sich zunehmend ins Private zurück. 1814 positionierte er sich als Gegner der Wiedereingliederung des Aargaus und der Waadt nach Bern. Darüber hinaus beschäftigte er sich mit den Naturwissenschaften. Dafür unterstützte er den Mechaniker Ulrich Schenk, der astronomische und physikalische Messinstrumente herstellte. Als dieser starb, übernahm er dessen Unternehmen und führte es fort.